# 59 Eridani
59 Eridani är en misstänkt variabel (VAR:) i stjärnbilden Eridanus. 
Stjärnan har visuell magnitud +5,76 och varierar utan någon fastställd amplitud eller periodicitet. Den befinner sig på ett avstånd av ungefär 135 ljusår.